# Carretera d'Andratx
La Ma-1 o Carretera d'Andratx és una carretera de Mallorca que va de Palma (Ma-20) al Port d'Andratx. En el seu recorregut, passa per Cal Català, Illetes, Portals Nous, Palmanova, Santa Ponça, Peguera (Calvià), Camp de Mar i Andratx. Té una longitud de 30,5 km dels quals 15 km són autopistes. La seva gestió i manteniment són competència del Consell de Mallorca.
Entre les sortides 18 i 20, la Ma-1 és una autovia, ja que en aquest tram no hi ha una via alternativa per a vehicles més lents. L' autopista acaba després de la sortida 20 i continua com a carretera rural fins al Port d'Andratx. La circumval·lació de Peguera continua sense cruïlles amb sortides semblants a les autopistes.
El desembre del 2024 es van aprovar obres de millora a la carretera Ma-1, al llarg d’11 quilòmetres entre Peguera i el Port d’Andratx, amb un pressupost de 6 milions d’euros.